# Toleranz fördern – Kompetenz stärken

Logo des Bundesprogramms

Toleranz fördern – Kompetenz stärken (TFKS) ist ein Programm des Bundesministeriums für Familie, Senioren, Frauen und Jugend, mit dem Ziel „ziviles Engagement, demokratisches Verhalten und den Einsatz für Vielfalt und Toleranz“ zu fördern. Es löste am 1. Januar 2011 die Vorgängerprogramme der deutschen Bundesregierung VIELFALT TUT GUT. Jugend für Vielfalt, Toleranz und Demokratie und kompetent für Demokratie – Beratungsnetzwerke gegen Rechtsextremismus ab. Insgesamt standen bis zum Jahr 2014 jährlich 24 Millionen Euro zur Verfügung. Das Programm endete am 31. Dezember 2014 und wurde am 1. Januar 2015 vom Programm Demokratie leben abgelöst.

## Aufbau
Das Programm untergliedert sich auf drei „Umsetzungsschwerpunkte“:

### Lokale Aktionspläne
Anfang 2014 existierten in 172 Landkreisen oder Gemeinden Lokale Aktionspläne (LAP). Dabei wurden bereits 90 LAP durch das Vorgängerprogramm „Vielfalt tut gut“ gefördert. Die anderen wurden zwischen 2010 und 2014 neu initiiert. Ziel dieser Aktionspläne, ist es, eine regionale „Strategie für Toleranz und Vielfalt, für demokratisches Handeln und gegen rechtsextreme, fremdenfeindliche und antisemitische Tendenzen“ zu entwickeln.
Dabei entscheidet ein Gremium (Begleitausschuss), der sich aus Vertretern aus regionalen Zivilgesellschaft und Politik zusammensetzt, über die Verteilung der Mittel. Begleitet werden die Lokalen Aktionspläne von hauptamtlichen Mitarbeiter und übergeordneten Projektkoordinatoren, die eine Vernetzung und die Umsetzung der Ziele des LAP sicherstellen sollen.

### Modellprojekte
Modellprojekte sind Initiativen, die innovative Methoden Ideen zur „Auseinandersetzung mit Rechtsextremismus, Fremdenfeindlichkeit und Antisemitismus“ entwickeln.
Insgesamt werden in Deutschland 51 Projekte in diesem Rahmen unterstützt, deren Auswahl durch ein Expertengremium erfolgte. Diese Modellprojekte können durchschnittlich 100.000 Euro abrufen. Dies ist allerdings keine Vollfinanzierung. Eine Kofinanzierung von mindestens 50 Prozent ist Voraussetzung, um Fördermittel zu erhalten. Begründet wird dieser Schritt mit der Stärkung der Nachhaltigkeit. Diese Kofinanzierung, die beträchtliche Summen umfassen kann, erfolgt beispielsweise durch die Bundesländer.

### Beratungsnetzwerke
Beratungsnetzwerke existieren in allen Bundesländern. Kern der Beratungsnetzwerke ist eine „Landeskoordinierungsstelle“. Hier wird das Wissen über lokale Organisationen und Initiativen gesammelt. Treten Probleme mit rechtsextremen Hintergrund auf können sich Betroffene und Gegenkräfte an diese Koordinierungsstelle wenden und Hilfe anfordern.
Für diese Arbeit stehen „Mobilen Beratungsteams“ bereit, die anlassbezogen angefordert und durch unterschiedliche Organisationen und Initiativen getragen werden. Durch die Bundesmittel wird neben der Erbringung der Beratungsleistung auch die Qualifizierung der Personen, die die Beratungsleistung anbieten, finanziert. Zu den Förderleitlinien gehört eine abschließende Dokumentation. Die Förderleitlinien wurden zu Beginn des Jahres 2014 novelliert.
Beratungsnetzwerke auf Landesebene erhalten bis zu 250.000 € Unterstützung pro Jahr.

## Kritik
Die Bundesministerin Kristina Schröder führte eine schriftliche Einverständniserklärung für die Bundesmittel aus dem Förderprogramme „Toleranz fördern – Kompetenz stärken“ ein. Mit dieser müssen Antragsteller unterzeichnen, dass sie sich zur Freiheitlich-demokratischen Grundordnung (FDGO) bekennen und dass sie sicherstellen, dass auch die Kooperationspartner dies tun. Die Kritik an der Extremismusklausel entzündete sich sowohl am dahinterliegenden Extremismusverständnis, an dem Misstrauen, dass jedem Antragsteller entgegengebracht wurde, und an der Schwierigkeit, an der Umsetzung sämtliche Kooperationspartner auf deren Verhältnis zur FDGO zu untersuchen. Es folgten juristische Auseinandersetzungen, die erst zu einer Änderung des Wortlautes führten. Die Nachfolgerin Schröders als Bundesfamilienministerin Manuela Schwesig schaffte die Extremismusklausel 2014 wieder ab.
Mit dem Bundesprogramm wurden neben der Bekämpfung von Rechtsextremismus auch die neuen Schwerpunkte der Bekämpfung von Linksextremismus und islamischem Extremismus gesetzt.